# Mistrzostwa Świata w Hokeju na Lodzie 2019 (elita)

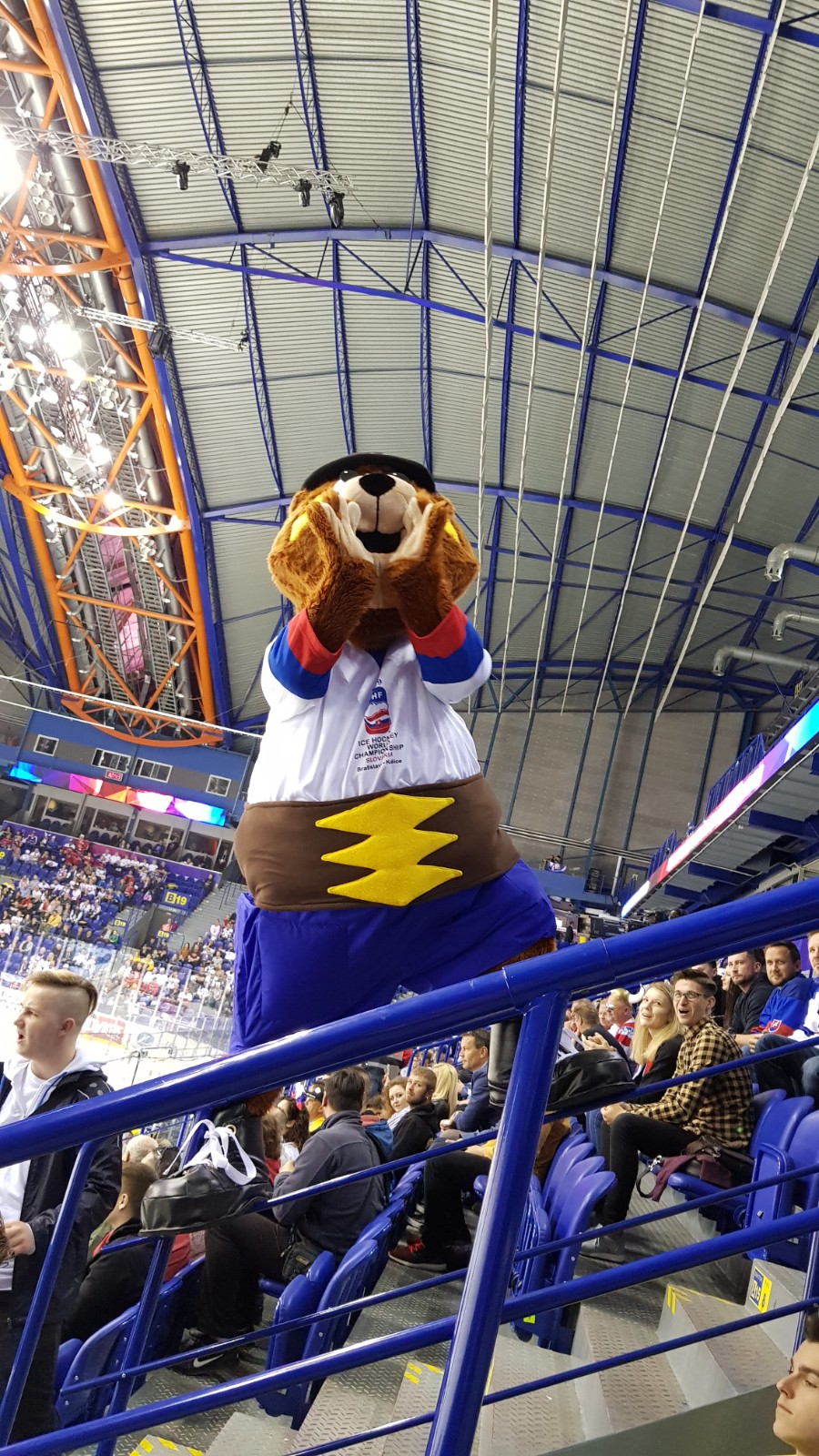
Maskotka „Macejko”

Mistrzostwa Świata w Hokeju na Lodzie Elity 2019 odbyły się w dniach 10–26 maja 2019 na Słowacji. Jako miasta goszczące najlepsze reprezentacje świata zostały wybrane Bratysława i Koszyce. Do 83. turnieju o złoty medal mistrzostw świata zakwalifikowano 16 narodowych reprezentacji.
Skład grup turniejowych został zaprezentowany 22 maja 2018.
Oficjalną maskotką turnieju został niedźwiedź o imieniu „Macejko”.

## Grupa A
Tabela
| Lp. | Zespół            | M | Pkt | Z | Zd | Pd | P | G+ | G- | +/− |
| --- | ----------------- | - | --- | - | -- | -- | - | -- | -- | --- |
| 1   | Kanada            | 7 | 18  | 6 | 0  | 0  | 1 | 36 | 11 | +25 |
| 2   | Finlandia         | 7 | 16  | 5 | 0  | 1  | 1 | 22 | 11 | +11 |
| 3   | Niemcy            | 7 | 15  | 5 | 0  | 0  | 2 | 18 | 17 | +1  |
| 4   | Stany Zjednoczone | 7 | 14  | 4 | 1  | 0  | 2 | 27 | 15 | +12 |
| 5   | Słowacja          | 7 | 11  | 3 | 1  | 0  | 3 | 28 | 19 | +9  |
| 6   | Dania             | 7 | 6   | 1 | 1  | 1  | 4 | 18 | 23 | -5  |
| 7   | Wielka Brytania   | 7 | 2   | 0 | 1  | 0  | 6 | 9  | 41 | -32 |
| 8   | Francja           | 7 | 2   | 0 | 0  | 2  | 5 | 14 | 34 | -20 |

    = awans do ćwierćfinałów     = utrzymanie w elicie     = spadek do dywizji I grupy A
Wyniki
| 10 maja 2019 | Finlandia | 3:1 | Kanada | Steel Aréna, Koszyce |

| Szczegóły      | Szczegóły                                                     | Szczegóły       | Szczegóły                       | Szczegóły                                                                                         |
| -------------- | ------------------------------------------------------------- | --------------- | ------------------------------- | ------------------------------------------------------------------------------------------------- |
| Godzina: 16:15 | K. Kakko (EQ) 06:47 A. Ilomäki (PP) 42:36 K. Kakko (EN) 59:26 | (1:1, 0:0, 2:0) | 08:03 (PP) J. Audy-Marchessault | Widzów: 6764 Sędzia główny: Tobias Bjork Jan Hribik Sędziowie liniowi: Brian Oliver Jiří Ondráček |
| Godzina: 16:15 | 2 min. kar                                                    |                 | 4 min. kar                      | Widzów: 6764 Sędzia główny: Tobias Bjork Jan Hribik Sędziowie liniowi: Brian Oliver Jiří Ondráček |

| 10 maja 2019 | Stany Zjednoczone | 1:4 | Słowacja | Steel Aréna, Koszyce |

| Szczegóły      | Szczegóły               | Szczegóły       | Szczegóły                                                                           | Szczegóły |
| -------------- | ----------------------- | --------------- | ----------------------------------------------------------------------------------- | --- |
| Godzina: 20:15 | A. DeBricant (PP) 12:05 | (1:1, 0:2, 0:1) | 04:02 (EQ) M. Sukeľ 21:52 (PP2) E. Černák 24:58 (EQ) T. Tatar 55:54 (EQ) M. Krištof | Widzów: 7430 Sędzia główny: Olivier Gouin Jewgienij Romasko Sędziowie liniowi: Gleb Łazariew Andreas Malmqvist |
| Godzina: 20:15 | 4 min. kar              |                 | 4 min. kar                                                                          | Widzów: 7430 Sędzia główny: Olivier Gouin Jewgienij Romasko Sędziowie liniowi: Gleb Łazariew Andreas Malmqvist |

| 11 maja 2019 | Dania | 5:4 pk. | Francja | Steel Aréna, Koszyce |

| Szczegóły      | Szczegóły                                                                                                | Szczegóły                 | Szczegóły                                                                                    | Szczegóły                                                                                                |
| -------------- | --- | ------------------------- | -------------------------------------------------------------------------------------------- | --- |
| Godzina: 12:15 | F. Storm (EQ) 19:06 M. Lauridsen (PP) 19:56 L. Eller (EQ) 35:29 J. Jensen (EQ) 46:34 F. Storm (PS) 65:00 | (2:1, 1:3, 1:0, 0:0, 1:0) | 08:55 (PP) C. Bertrand 24:08 (EQ) O. Dame-Malka 32:21 (EQ) D. Fleury 33:55 (PP) V. Claireaux | Widzów: 6190 Sędzia główny: Aleksi Rantala Jeremy Tufts Sędziowie liniowi: Dzmitrij Goljak Jiří Ondráček |
| Godzina: 12:15 | 8 min. kar                                                                                               |                           | 8 min. kar                                                                                   | Widzów: 6190 Sędzia główny: Aleksi Rantala Jeremy Tufts Sędziowie liniowi: Dzmitrij Goljak Jiří Ondráček |

| 11 maja 2019 | Niemcy | 3:1 | Wielka Brytania | Steel Aréna, Koszyce |

| Szczegóły      | Szczegóły                                                        | Szczegóły       | Szczegóły             | Szczegóły                                                                                                  |
| -------------- | ---------------------------------------------------------------- | --------------- | --------------------- | --- |
| Godzina: 16:15 | M. Sieder (EQ) 39:21 Y. Ehliz (PP) 50:39 L. Draisaitl (EQ) 52:03 | (0:0, 1:0, 2:1) | 43:36 (EQ) M. Hammond | Widzów: 6866 Sędzia główny: Olivier Gouin Jan Hribik Sędziowie liniowi: Andreas Malmqvist Lauri Nikulainen |
| Godzina: 16:15 | 2 min. kar                                                       |                 | 4 min. kar            | Widzów: 6866 Sędzia główny: Olivier Gouin Jan Hribik Sędziowie liniowi: Andreas Malmqvist Lauri Nikulainen |

| 11 maja 2019 | Słowacja | 2:4 | Finlandia | Steel Aréna, Koszyce |

| Szczegóły      | Szczegóły                                   | Szczegóły       | Szczegóły                                                                          | Szczegóły                                                                                                  |
| -------------- | ------------------------------------------- | --------------- | ---------------------------------------------------------------------------------- | --- |
| Godzina: 20:15 | E. Černák (EQ) 10:52 M. Marinčin (EQ) 39:20 | (1:2, 1:0, 0:2) | 12:41 (PP) P. Lindbohm 16:11 (EQ) K. Kakko 49:52 (EQ) K. Kakko 59:45 (EN) K. Kakko | Widzów: 7421 Sędzia główny: Manuel Nikolic Maksim Sidorienko Sędziowie liniowi: Rene Jensen Dustin McCrank |
| Godzina: 20:15 | 6 min. kar                                  |                 | 6 min. kar                                                                         | Widzów: 7421 Sędzia główny: Manuel Nikolic Maksim Sidorienko Sędziowie liniowi: Rene Jensen Dustin McCrank |

| 12 maja 2019 | Stany Zjednoczone | 7:1 | Francja | Steel Aréna, Koszyce |

| Szczegóły      | Szczegóły | Szczegóły       | Szczegóły          | Szczegóły                                                                                                  |
| -------------- | --- | --------------- | ------------------ | --- |
| Godzina: 12:15 | A. DeBricat (PP) 04:05 F. Vantrano (EQ) 05:48 A. DeBricat (EQ) 06:04 C. White (EQ) 33:56 P. Kane (EQ) 35:52 C. Kreider (EQ) 40:55 C. White (EQ) 54:21 | (3:0, 2:0, 2:1) | 46:36 (EQ) A. Rech | Widzów: 4960 Sędzia główny: Tobias Bjork Maksim Sidorienko Sędziowie liniowi: Rene Jensen Lauri Nikulainen |
| Godzina: 12:15 | 6 min. kar |                 | 6 min. kar         | Widzów: 4960 Sędzia główny: Tobias Bjork Maksim Sidorienko Sędziowie liniowi: Rene Jensen Lauri Nikulainen |

| 12 maja 2019 | Dania | 1:2 | Niemcy | Steel Aréna, Koszyce |

| Szczegóły      | Szczegóły                | Szczegóły       | Szczegóły                                   | Szczegóły                                                                                                   |
| -------------- | ------------------------ | --------------- | ------------------------------------------- | --- |
| Godzina: 16:15 | M. Bau Hansen (EQ) 50:19 | (0:0, 0:2, 1:0) | 30:27 (EQ) M. Plachta 39:49 (EQ) F. Tiffels | Widzów: 5605 Sędzia główny: Manuel Nikolic Jewgienij Romasko Sędziowie liniowi: Dustin McCrank Brian Oliver |
| Godzina: 16:15 | 14 min. kar              |                 | 14 min. kar                                 | Widzów: 5605 Sędzia główny: Manuel Nikolic Jewgienij Romasko Sędziowie liniowi: Dustin McCrank Brian Oliver |

| 12 maja 2019 | Wielka Brytania | 0:8 | Kanada | Steel Aréna, Koszyce |

| Szczegóły      | Szczegóły   | Szczegóły       | Szczegóły | Szczegóły                                                                                                |
| -------------- | ----------- | --------------- | --- | --- |
| Godzina: 20:15 |             | (0:2, 0:3, 0:3) | 02:42 (EQ) M. Joseph 12:33 (EQ) A. Mantha 22:35 (EQ) K. Turris 27:05 (PP) D. Strome 39:37 (EQ) D. Fabbro 40:57 (EQ) K. Turris 46:46 (PP) S. Couturier 50:27 (EQ) A. Mantha | Widzów: 4563 Sędzia główny: Aleski Rantala Jeremy Tufts Sędziowie liniowi: Dzmitryj Goljak Gleb Łazariew |
| Godzina: 20:15 | 16 min. kar |                 | 4 min. kar | Widzów: 4563 Sędzia główny: Aleski Rantala Jeremy Tufts Sędziowie liniowi: Dzmitryj Goljak Gleb Łazariew |

| 13 maja 2019 | Stany Zjednoczone | 3:2 pd. | Finlandia | Steel Aréna, Koszyce |

| Szczegóły      | Szczegóły                                                       | Szczegóły            | Szczegóły                                    | Szczegóły                                                                                               |
| -------------- | --------------------------------------------------------------- | -------------------- | -------------------------------------------- | --- |
| Godzina: 16:15 | B. Skjei (EQ) 00:50 J. Gaudreau (EQ) 10:36 D. Larkin (EQ) 63:47 | (2:1, 0:1, 0:0, 1:0) | 19:05 (EQ) H. Personen 39:28 (PP) N. Ojamäki | Widzów: 7060 Sędzia główny: Jan Hribik Jewgienij Romasko Sędziowie liniowi: Gleb Łazariew Jiří Ondráček |
| Godzina: 16:15 | 4 min. kar                                                      |                      | 2 min. kar                                   | Widzów: 7060 Sędzia główny: Jan Hribik Jewgienij Romasko Sędziowie liniowi: Gleb Łazariew Jiří Ondráček |

| 13 maja 2019 | Słowacja | 5:6 | Kanada | Steel Aréna, Koszyce |

| Szczegóły      | Szczegóły                                                                                          | Szczegóły       | Szczegóły | Szczegóły                                                                                                 |
| -------------- | -------------------------------------------------------------------------------------------------- | --------------- | --- | --- |
| Godzina: 20:15 | M. Sukeľ (EQ) 07:14 A. Liška (EQ) 08:18 L. Nagy (EQ) 21:49 A. Liška (EQ) 25:09 M. Sukeľ (EQ) 51:45 | (2:2, 2:3, 1:1) | 16:20 (EQ) A. Mantha 18:10 (PP) S. Theodore 27:01 (PP) J. Marchessault 28:43 (EQ) A. Cirelli 36:40 (EQ) T. Stecher 59:59 (PP) M. Stone | Widzów: 7420 Sędzia główny: Tobias Bjork Manuel Nikolic Sędziowie liniowi: Andreas Malmqvist Brian Oliver |
| Godzina: 20:15 | 10 min. kar                                                                                        |                 | 22 min. kar | Widzów: 7420 Sędzia główny: Tobias Bjork Manuel Nikolic Sędziowie liniowi: Andreas Malmqvist Brian Oliver |

| 14 maja 2019 | Wielka Brytania | 0:9 | Dania | Steel Aréna, Koszyce |

| Szczegóły      | Szczegóły   | Szczegóły       | Szczegóły | Szczegóły                                                                                               |
| -------------- | ----------- | --------------- | --- | --- |
| Godzina: 16:15 |             | (0:3, 0:5, 0:1) | 08:49 (PP2) J. Jensen 09:37 (PP) M. Bau Hansen 12:11 (EQ) M. Poulsen 21:08 (EQ) P. Bruggisser 23:17 (PP) L. Eller 24:38 (PP) N. Jensen 31:00 (EQ) N. Jensen 35:44 (EQ) M. Poulsen 51:53 (SH) M. Poulsen | Widzów: 3463 Sędzia główny: Martin Fraňo Olivier Gouin Sędziowie liniowi: Dzmitrij Goljak Roman Kaderli |
| Godzina: 16:15 | 10 min. kar |                 | 6 min. kar | Widzów: 3463 Sędzia główny: Martin Fraňo Olivier Gouin Sędziowie liniowi: Dzmitrij Goljak Roman Kaderli |

| 14 maja 2019 | Niemcy | 4:1 | Francja | Steel Aréna, Koszyce |

| Szczegóły      | Szczegóły                                                                                   | Szczegóły       | Szczegóły            | Szczegóły |
| -------------- | ------------------------------------------------------------------------------------------- | --------------- | -------------------- | --- |
| Godzina: 20:15 | M. Seider (EQ) 17:07 M. Plachta (EQ) 33:55 L. Draisatl (EQ) 37:54 K. Holzer (EQ) (EN) 59:02 | (1:0, 2:1, 1:0) | 24:10 (EQ) D. Fleury | Widzów: 4013 Sędzia główny: Jewgienij Romasko Maksim Sidorienko Sędziowie liniowi: Gleb Łazariew Dmitrij Szyszło |
| Godzina: 20:15 | 10 min. kar                                                                                 |                 | 8 min. kar           | Widzów: 4013 Sędzia główny: Jewgienij Romasko Maksim Sidorienko Sędziowie liniowi: Gleb Łazariew Dmitrij Szyszło |

| 15 maja 2019 | Stany Zjednoczone | 6:3 | Wielka Brytania | Steel Aréna, Koszyce |

| Szczegóły      | Szczegóły | Szczegóły       | Szczegóły                                                        | Szczegóły |
| -------------- | --- | --------------- | ---------------------------------------------------------------- | --- |
| Godzina: 16:15 | J. van Riemsdyk (PP) 12:17 C. Keller (PP) 29:07 C. Kreider (EQ) 31:20 A. Debrincat (EQ) 37:54 P. Kane (EQ) 41:00 D. Ryan (EQ) 49:10 | (1:1, 3:1, 2:1) | 15:08 (EQ) M. Hammond 39:54 (EQ) B. Perlini 56:28 (EQ) B. Davies | Widzów: 5510 Sędzia główny: Tobias Bjork Manuel Nikolic Sędziowie liniowi: Miroslav Lhotský Andreas Malmqvist |
| Godzina: 16:15 | | 10 min. kar     |                                                                  | Widzów: 5510 Sędzia główny: Tobias Bjork Manuel Nikolic Sędziowie liniowi: Miroslav Lhotský Andreas Malmqvist |

| 15 maja 2019 | Niemcy | 3:2 | Słowacja | Steel Aréna, Koszyce |

| Szczegóły      | Szczegóły                                                                       | Szczegóły       | Szczegóły                                   | Szczegóły                                                                                                  |
| -------------- | ------------------------------------------------------------------------------- | --------------- | ------------------------------------------- | --- |
| Godzina: 20:15 | M. Michaelis (EQ) 23:54 M. Niederberger (EQ) (EA) 58:08 L. Draisaitl (EQ) 59:33 | (0:0, 1:2, 2:0) | 28:30 (PP2) A. Sekera 29:55 (PP) L. Hudáček | Widzów: 7440 Sędzia główny: Martin Fraňo Maksim Sidorenko Sędziowie liniowi: Jiří Ondráček Dmitrij Szyszło |
| Godzina: 20:15 | 18 min. kar                                                                     |                 | 18 min. kar                                 | Widzów: 7440 Sędzia główny: Martin Fraňo Maksim Sidorenko Sędziowie liniowi: Jiří Ondráček Dmitrij Szyszło |

| 16 maja 2019 | Kanada | 5:2 | Francja | Steel Aréna, Koszyce |

| Szczegóły      | Szczegóły                                                                                                | Szczegóły       | Szczegóły                               | Szczegóły |
| -------------- | --- | --------------- | --------------------------------------- | --- |
| Godzina: 16:15 | A. Mantha (PP2) 08:19 D. Nurse (EQ) 10:50 A. Cirelli (EQ) 16:15 A. Mantha (EQ) 48:36 M. Stone (EQ) 50:27 | (3:0, 0:1, 2:1) | 36:13 (EQ) D. Fleury 42:55 (EQ) A. Rech | Widzów: 4519 Sędzia główny: Linus Öhlund Stephen Reneau Sędziowie liniowi: Miroslav Lhotský Andreas Malmqvist |
| Godzina: 16:15 | 8 min. kar                                                                                               |                 | 10 min. kar                             | Widzów: 4519 Sędzia główny: Linus Öhlund Stephen Reneau Sędziowie liniowi: Miroslav Lhotský Andreas Malmqvist |

| 16 maja 2019 | Finlandia | 3:1 | Dania | Steel Aréna, Koszyce |

| Szczegóły      | Szczegóły                                                        | Szczegóły       | Szczegóły            | Szczegóły                                                                                           |
| -------------- | ---------------------------------------------------------------- | --------------- | -------------------- | --------------------------------------------------------------------------------------------------- |
| Godzina: 20:15 | K. Kakko (EQ) 25:49 S. Manninen (EQ) 34:19 H. Pesonen (EQ) 51:07 | (0:0, 2:1, 1:0) | 21:49 (PP) M. Madsen | Widzów: 4812 Sędzia główny: Tobias Bjork Roman Gofman Sędziowie liniowi: Bill Hancock Roman Kaderli |
| Godzina: 20:15 | 10 min. kar                                                      |                 | 4 min. kar           | Widzów: 4812 Sędzia główny: Tobias Bjork Roman Gofman Sędziowie liniowi: Bill Hancock Roman Kaderli |

| 17 maja 2019 | Francja | 3:6 | Słowacja | Steel Aréna, Koszyce |

| Szczegóły      | Szczegóły                                                      | Szczegóły       | Szczegóły | Szczegóły                                                                                                  |
| -------------- | -------------------------------------------------------------- | --------------- | --- | --- |
| Godzina: 16:15 | A. Manavian (EQ) 32:16 A. Texier (PP) 35:09 A. Rech (EQ) 57:50 | (0:2, 2:1, 1:3) | 13:25 (PP) R. Pánik 19:10 (EQ) M. Sukeľ 25:31 (PP) L. Hudáček 40:16 (EQ) E. Černák 42:41 (SH) M. Čajkovský 45:41 (PP) L. Nagy | Widzów: 7440 Sędzia główny: Roman Gofman Gordon Schukies Sędziowie liniowi: Roman Kaderli Miroslav Lhotský |
| Godzina: 16:15 | 12 min. kar                                                    |                 | 4 min. kar | Widzów: 7440 Sędzia główny: Roman Gofman Gordon Schukies Sędziowie liniowi: Roman Kaderli Miroslav Lhotský |

| 17 maja 2019 | Finlandia | 5:0 | Wielka Brytania | Steel Aréna, Koszyce |

| Szczegóły      | Szczegóły | Szczegóły       | Szczegóły  | Szczegóły                                                                                                   |
| -------------- | --- | --------------- | ---------- | --- |
| Godzina: 20:15 | T. Rajala (PP) 20:24 A. Ohtamaa (EQ) 25:08 J. Kiviranta (EQ) 34:59 K. Kuusela (EQ) (EN) 57:27 M. Lehtonen (PP) 59:49 | (0:0, 3:0, 2:0) |            | Widzów: 5618 Sędzia główny: Linus Öhlund Stephen Reneau Sędziowie liniowi: Joep Leermakers Nathan Vanoosten |
| Godzina: 20:15 | 4 min. kar |                 | 8 min. kar | Widzów: 5618 Sędzia główny: Linus Öhlund Stephen Reneau Sędziowie liniowi: Joep Leermakers Nathan Vanoosten |

| 18 maja 2019 | Dania | 1:7 | Stany Zjednoczone | Steel Aréna, Koszyce |

| Szczegóły      | Szczegóły            | Szczegóły       | Szczegóły | Szczegóły |
| -------------- | -------------------- | --------------- | --- | --- |
| Godzina: 12:15 | N. Olesen (EQ) 24:50 | (0:4, 1:2, 0:1) | 10:34 (EQ) F. Vatrano 11:03 (PP) A. Debrincat 14:24 (EQ) C. Keller 31:55 (EQ) A. Debricant 33:17 (EQ) D. Larkin 51:19 (PP) J. Eichel | Widzów: 6184 Sędzia główny: Martin Fraňo Mikko Kaukokari Sędziowie liniowi: Dmitrij Szyszło Nathan Vanoosten |
| Godzina: 12:15 | 8 min. kar           |                 | 10 min. kar | Widzów: 6184 Sędzia główny: Martin Fraňo Mikko Kaukokari Sędziowie liniowi: Dmitrij Szyszło Nathan Vanoosten |

| 18 maja 2019 | Kanada | 8:1 | Niemcy | Steel Aréna, Koszyce |

| Szczegóły      | Szczegóły | Szczegóły       | Szczegóły           | Szczegóły                                                                                             |
| -------------- | --- | --------------- | ------------------- | --- |
| Godzina: 16:15 | T. Chabot (PP) 02:01 M. Stone (EQ) 16:43 M. Stone (PP) 26:02 M. Stone (EQ) 38:49 A. Mantha (EQ) 43:01 A. Mantha (EQ) 44:55 S. Reinhart (EQ) 45:28 A. Cirelli (SH) 53:10 | (2:0, 2:1, 4:0) | 38:01 (PP) Y. Ehliz | Widzów: 6510 Sędzia główny: Roman Gofman Peter Stano Sędziowie liniowi: Roman Kaderli Joep Leermakers |
| Godzina: 16:15 | 12 min. kar |                 | 18 min. kar         | Widzów: 6510 Sędzia główny: Roman Gofman Peter Stano Sędziowie liniowi: Roman Kaderli Joep Leermakers |

| 18 maja 2019 | Wielka Brytania | 1:7 | Słowacja | Steel Aréna, Koszyce |

| Szczegóły      | Szczegóły             | Szczegóły       | Szczegóły | Szczegóły                                                                                                 |
| -------------- | --------------------- | --------------- | --- | --- |
| Godzina: 20:15 | M. Hammond (EQ) 17:44 | (1:3, 0:3, 0:1) | 02:04 (EQ) A. Sekera 02:25 (EQ) T. Tatar 09:02 (PP) M. Marinčin 24:33 (EQ) M. Čajkovský 29:09 (EQ) M. Studenič 35:11 (SH) M. Sukeľ 58:00 (EQ) D. Bondra | Widzów: 7440 Sędzia główny: Brett Iverson Stephen Reneau Sędziowie liniowi: Bill Hancock Miroslav Lhotský |
| Godzina: 20:15 | 4 min. kar            |                 | 4 min. kar | Widzów: 7440 Sędzia główny: Brett Iverson Stephen Reneau Sędziowie liniowi: Bill Hancock Miroslav Lhotský |

| 19 maja 2019 | Niemcy | 1:3 | Stany Zjednoczone | Steel Aréna, Koszyce |

| Szczegóły      | Szczegóły             | Szczegóły       | Szczegóły                                                            | Szczegóły                                                                                               |
| -------------- | --------------------- | --------------- | -------------------------------------------------------------------- | --- |
| Godzina: 16:15 | F. Tiffels (EQ) 11:55 | (1:1, 0:0, 0:2) | 13:47 (EQ) J. van Riemsdyk 50:03 (EQ) D. Larkin 56:15 (PP) J. Eichel | Widzów: 6293 Sędzia główny: Linus Öhlund Peter Stano Sędziowie liniowi: Hannu Sormunen Nathan Vanoosten |
| Godzina: 16:15 | 2 min. kar            |                 | 4 min. kar                                                           | Widzów: 6293 Sędzia główny: Linus Öhlund Peter Stano Sędziowie liniowi: Hannu Sormunen Nathan Vanoosten |

| 19 maja 2019 | Francja | 0:3 | Finlandia | Steel Aréna, Koszyce |

| Szczegóły      | Szczegóły   | Szczegóły       | Szczegóły                                                            | Szczegóły                                                                                                 |
| -------------- | ----------- | --------------- | -------------------------------------------------------------------- | --- |
| Godzina: 20:15 |             | (0:1, 0:1, 0:1) | 09:24 (EQ) J. Kiviranta 21:51 (EQ) N. Mikkola 52:31 (EQ) J. Sallinen | Widzów: 4682 Sędzia główny: Martin Fraňo Gordon Schukies Sędziowie liniowi: Andrew Dalton Dmitrij Szyszło |
| Godzina: 20:15 | 14 min. kar |                 | 8 min. kar                                                           | Widzów: 4682 Sędzia główny: Martin Fraňo Gordon Schukies Sędziowie liniowi: Andrew Dalton Dmitrij Szyszło |

| 20 maja 2019 | Francja | 3:4 pd. | Wielka Brytania | Steel Aréna, Koszyce |

| Szczegóły      | Szczegóły                                                   | Szczegóły            | Szczegóły                                                                          | Szczegóły                                                                                                |
| -------------- | ----------------------------------------------------------- | -------------------- | ---------------------------------------------------------------------------------- | --- |
| Godzina: 16:15 | A. Rech (EQ) 23:36 S. Treille (PP) 27:31 A. Rech (EQ) 27:37 | (0:0, 3:2, 0:1, 0:1) | 34:59 (EQ) R. Dowd 38:04 (EQ) M. Hammond 45:16 (EQ) R. Farmer 62:03 (EQ) B. Davies | Widzów: 7440 Sędzia główny: Mikko Kaukokari Peter Stano Sędziowie liniowi: Roman Kaderli Joep Leermakers |
| Godzina: 16:15 | 4 min. kar                                                  |                      | 4 min. kar                                                                         | Widzów: 7440 Sędzia główny: Mikko Kaukokari Peter Stano Sędziowie liniowi: Roman Kaderli Joep Leermakers |

| 20 maja 2019 | Kanada | 5:0 | Dania | Steel Aréna, Koszyce |

| Szczegóły      | Szczegóły | Szczegóły       | Szczegóły  | Szczegóły                                                                                             |
| -------------- | --- | --------------- | ---------- | --- |
| Godzina: 20:15 | P.-L. Dubois (EQ) 01:00 J. McCann (EQ) 06:06 J. Marchessault (EQ) 08:23 S. Reinhart (PP) 33:53 S. Reinhart (EQ) 44:34 | (3:0, 1:0, 1:0) |            | Widzów: 4665 Sędzia główny: Linus Öhlund Gordon Schukies Sędziowie liniowi: Adrew Dalton Bill Hancock |
| Godzina: 20:15 | 8 min. kar |                 | 6 min. kar | Widzów: 4665 Sędzia główny: Linus Öhlund Gordon Schukies Sędziowie liniowi: Adrew Dalton Bill Hancock |

| 21 maja 2019 | Finlandia | 2:4 | Niemcy | Steel Aréna, Koszyce |

| Szczegóły      | Szczegóły                                     | Szczegóły       | Szczegóły                                                                                        | Szczegóły                                                                                                |
| -------------- | --------------------------------------------- | --------------- | ------------------------------------------------------------------------------------------------ | --- |
| Godzina: 12:15 | H. Pesonen (PP) 15:05 J. Tyrväinen (EQ) 24:07 | (1:1, 1:1, 0:2) | 17:04 (EQ) M. Michaelis 33:13 (EQ) D. Kahun 44:46 (PP) L. Draisaitl 59:00 (EQ) (EN) L. Draisaitl | Widzów: 6685 Sędzia główny: Roman Gofman Stephan Reneau Sędziowie liniowi: Bill Hancock Nathan Vanoosten |
| Godzina: 12:15 | 4 min. kar                                    |                 | 8 min. kar                                                                                       | Widzów: 6685 Sędzia główny: Roman Gofman Stephan Reneau Sędziowie liniowi: Bill Hancock Nathan Vanoosten |

| 21 maja 2019 | Słowacja | 2:1 pk. | Dania | Steel Aréna, Koszyce |

| Szczegóły      | Szczegóły                                 | Szczegóły                 | Szczegóły             | Szczegóły                                                                                                |
| -------------- | ----------------------------------------- | ------------------------- | --------------------- | --- |
| Godzina: 16:15 | M. Marinčin (EQ) 39:04 L. Nagy (PS) 65:00 | (0:0, 1:0, 0:1, 0:0, 1:0) | 46:41 (PP2) M. Bødker | Widzów: 7440 Sędzia główny: Brett Iverson Linus Öhlund Sędziowie liniowi: Joep Leermakers Hannu Sormunen |
| Godzina: 16:15 | 10 min. kar                               |                           | 4 min. kar            | Widzów: 7440 Sędzia główny: Brett Iverson Linus Öhlund Sędziowie liniowi: Joep Leermakers Hannu Sormunen |

| 21 maja 2019 | Kanada | 3:0 | Stany Zjednoczone | Steel Aréna, Koszyce |

| Szczegóły      | Szczegóły                                                         | Szczegóły       | Szczegóły  | Szczegóły |
| -------------- | ----------------------------------------------------------------- | --------------- | ---------- | --- |
| Godzina: 20:15 | P.-L. Dubois (EQ) 01:49 K. Turris (EQ) 08:02 J. McCann (EQ) 35:59 | (2:0, 1:0, 0:0) |            | Widzów: 7440 Sędzia główny: Martin Fraňo Mikko Kaukokari Sędziowie liniowi: Miroslav Lhotský Dmitrij Szyszło |
| Godzina: 20:15 | 14 min. kar                                                       |                 | 4 min. kar | Widzów: 7440 Sędzia główny: Martin Fraňo Mikko Kaukokari Sędziowie liniowi: Miroslav Lhotský Dmitrij Szyszło |

## Grupa B
Tabela
| Lp. | Zespół     | M | Pkt | Z | Zd | Pd | P | G+ | G- | +/− |
| --- | ---------- | - | --- | - | -- | -- | - | -- | -- | --- |
| 1   | Rosja      | 7 | 21  | 7 | 0  | 0  | 0 | 36 | 7  | +29 |
| 2   | Czechy     | 7 | 18  | 6 | 0  | 0  | 1 | 39 | 14 | +25 |
| 3   | Szwecja    | 7 | 15  | 5 | 0  | 0  | 2 | 41 | 21 | +20 |
| 4   | Szwajcaria | 7 | 12  | 4 | 0  | 0  | 3 | 27 | 14 | +13 |
| 5   | Łotwa      | 7 | 9   | 3 | 0  | 0  | 4 | 21 | 20 | +1  |
| 6   | Norwegia   | 7 | 6   | 2 | 0  | 0  | 5 | 19 | 33 | -14 |
| 7   | Włochy     | 7 | 2   | 0 | 1  | 0  | 6 | 5  | 48 | -43 |
| 8   | Austria    | 7 | 1   | 0 | 0  | 1  | 6 | 9  | 40 | -31 |

    = awans do ćwierćfinałów     = utrzymanie w elicie     = spadek do dywizji I grupy A
Wyniki
| 10 maja 2019 | Rosja | 5:2 | Norwegia | Zimný štadión Ondreja Nepelu, Bratysława |

| Szczegóły      | Szczegóły | Szczegóły       | Szczegóły                                      | Szczegóły                                                                                                 |
| -------------- | --- | --------------- | ---------------------------------------------- | --- |
| Godzina: 16:15 | J. Dadonow (PP) 08:39 A. Anisimow (EQ) 14:33 N. Kuczerow (PP) 28:13 J. Dadonow (PP) 29:47 N. Gusiew (EQ) 41:26 | (2:0, 2:0, 1:2) | 56:07 (EQ) T. Valkvæ Olsen 57:47 (EQ) J. Holøs | Widzów: 7698 Sędzia główny: Martin Fraňo Stephen Reneau Sędziowie liniowi: Roman Kaderli Miroslav Lhotský |
| Godzina: 16:15 | 6 min. kar |                 | 8 min. kar                                     | Widzów: 7698 Sędzia główny: Martin Fraňo Stephen Reneau Sędziowie liniowi: Roman Kaderli Miroslav Lhotský |

| 10 maja 2019 | Czechy | 5:2 | Szwecja | Zimný štadión Ondreja Nepelu, Bratysława |

| Szczegóły      | Szczegóły                                                                                              | Szczegóły       | Szczegóły                                      | Szczegóły                                                                                                |
| -------------- | --- | --------------- | ---------------------------------------------- | --- |
| Godzina: 20:15 | J. Vrána (EQ) 01:55 D. Kubalík (EQ) 36:36 M. Frolík (EQ) 40:33 J. Vrána (EQ) 55:50 J. Kovář (EN) 59:04 | (1:0, 1:2, 3:0) | 20:24 (EQ) P. Hörnqvist 23:01 (PP) O. Lindblom | Widzów: 8723 Sędzia główny: Roman Gofman Brett Iverson Sędziowie liniowi: William Hancock Hannu Sormunen |
| Godzina: 20:15 | 14 min. kar                                                                                            |                 | 14 min. kar                                    | Widzów: 8723 Sędzia główny: Roman Gofman Brett Iverson Sędziowie liniowi: William Hancock Hannu Sormunen |

| 11 maja 2019 | Szwajcaria | 9:0 | Włochy | Zimný štadión Ondreja Nepelu, Bratysława |

| Szczegóły      | Szczegóły | Szczegóły       | Szczegóły  | Szczegóły                                                                                                |
| -------------- | --- | --------------- | ---------- | --- |
| Godzina: 12:15 | K. Fiala (EQ) 01:17 G. Hofmann (EQ) 07:24 L. Martschini (EQ) 10:06 V. Praplan (PP) 19:54 S. Moser (EQ) 21:36 K. Fiala (EQ) 23:32 K. Fiala (PP) 41:14 R. Loeffel (EQ) 46:55 N. Hischier (EQ) 49:43 | (4:0, 2:0, 3:0) |            | Widzów: 8463 Sędzia główny: Martin Fraňo Linus Öhlund Sędziowie liniowi: Hannu Sormunen Nathan Vanoosten |
| Godzina: 12:15 | 2 min. kar |                 | 8 min. kar | Widzów: 8463 Sędzia główny: Martin Fraňo Linus Öhlund Sędziowie liniowi: Hannu Sormunen Nathan Vanoosten |

| 11 maja 2019 | Łotwa | 5:2 | Austria | Zimný štadión Ondreja Nepelu, Bratysława |

| Szczegóły      | Szczegóły                                                                                                | Szczegóły       | Szczegóły                                   | Szczegóły                                                                                           |
| -------------- | --- | --------------- | ------------------------------------------- | --------------------------------------------------------------------------------------------------- |
| Godzina: 16:15 | R. Balcers (PP) 15:21 L. Dārziņš (PP) 40:23 R. Ābols (EQ) 44:19 G. Meija (EQ) 47:16 R. Ķēniņš (EQ) 56:00 | (1:1, 0:0, 4:1) | 14:39 (SH) M. Raffl 55:44 (EQ) R. Herburger | Widzów: 8917 Sędzia główny: Roman Gofman Peter Stano Sędziowie liniowi: Andrew Dalton Roman Kaderli |
| Godzina: 16:15 | 6 min. kar                                                                                               |                 | 35 min. kar                                 | Widzów: 8917 Sędzia główny: Roman Gofman Peter Stano Sędziowie liniowi: Andrew Dalton Roman Kaderli |

| 11 maja 2019 | Norwegia | 2:7 | Czechy | Zimný štadión Ondreja Nepelu, Bratysława |

| Szczegóły      | Szczegóły                                   | Szczegóły       | Szczegóły | Szczegóły |
| -------------- | ------------------------------------------- | --------------- | --- | --- |
| Godzina: 20:15 | T. Lindström (PP) 10:14 S. Olden (EQ) 40:52 | (1:3, 0:2, 1:2) | 02:33 (EQ) F. Hronek 06:34 (EQ) F. Hronek 15:32 (SH) M. Frolík 23:17 (PP) M. Frolík 33:36 (EQ) M. Řepík 41:30 (EQ) F. Chytil 44:52 (EQ) D. Kubalík | Widzów: 9033 Sędzia główny: Mikko Kaukokari Gordon Schukies Sędziowie liniowi: Joep Leermakers Dmitrij Szyszło |
| Godzina: 20:15 | 8 min. kar                                  |                 | 14 min. kar | Widzów: 9033 Sędzia główny: Mikko Kaukokari Gordon Schukies Sędziowie liniowi: Joep Leermakers Dmitrij Szyszło |

| 12 maja 2019 | Rosja | 5:0 | Austria | Zimný štadión Ondreja Nepelu, Bratysława |

| Szczegóły      | Szczegóły | Szczegóły       | Szczegóły  | Szczegóły |
| -------------- | --- | --------------- | ---------- | --- |
| Godzina: 12:15 | J. Dadonow (PP) 12:15 N. Kuczerow (EQ) 34:23 I. Tielegin (EQ) 34:59 J. Dadonow (EQ) 40:15 I. Kowalczuk (EA) 44:06 | (1:0, 2:0, 2:0) |            | Widzów: 9033 Sędzia główny: Linus Öhlund Gordon Schukies Sędziowie liniowi: Joep Leermakers Nathan Vanoosten |
| Godzina: 12:15 | 2 min. kar |                 | 8 min. kar | Widzów: 9033 Sędzia główny: Linus Öhlund Gordon Schukies Sędziowie liniowi: Joep Leermakers Nathan Vanoosten |

| 12 maja 2019 | Włochy | 0:8 | Szwecja | Zimný štadión Ondreja Nepelu, Bratysława |

| Szczegóły      | Szczegóły  | Szczegóły       | Szczegóły | Szczegóły                                                                                               |
| -------------- | ---------- | --------------- | --- | --- |
| Godzina: 16:15 |            | (0:1, 0:1, 0:6) | 02:10 (EQ) S. Lander 25:25 (PP) P. Hörnqvist 41:57 (PP) O. Lindblom 42:52 (EQ) M. Krüger 48:55 (SH) S. Lander 52:33 (EQ) W. Nylander Altelius 55:32 (EQ) S. Lander 58:29 (EQ) P. Hörnqvist | Widzów: 6984 Sędzia główny: Stephen Reneau Peter Stano Sędziowie liniowi: Andrew Dalton Dmitrij Szyszło |
| Godzina: 16:15 | 6 min. kar |                 | 4 min. kar | Widzów: 6984 Sędzia główny: Stephen Reneau Peter Stano Sędziowie liniowi: Andrew Dalton Dmitrij Szyszło |

| 12 maja 2019 | Łotwa | 1:3 | Szwajcaria | Zimný štadión Ondreja Nepelu, Bratysława |

| Szczegóły      | Szczegóły              | Szczegóły       | Szczegóły                                                             | Szczegóły |
| -------------- | ---------------------- | --------------- | --------------------------------------------------------------------- | --- |
| Godzina: 20:15 | M. Indrašis (PP) 34:15 | (0:0, 1:1, 0:2) | 33:44 (EQ) G. Hofmann 56:21 (EQ) N. Hischier 59:19 (EQ) (EN) S. Moser | Widzów: 7773 Sędzia główny: Brett Iverson Mikko Kaukokari Sędziowie liniowi: William Hancock Miroslav Lhotský |
| Godzina: 20:15 | 10 min. kar            |                 | 12 min. kar                                                           | Widzów: 7773 Sędzia główny: Brett Iverson Mikko Kaukokari Sędziowie liniowi: William Hancock Miroslav Lhotský |

| 13 maja 2019 | Rosja | 3:0 | Czechy | Zimný štadión Ondreja Nepelu, Bratysława |

| Szczegóły      | Szczegóły                                                            | Szczegóły       | Szczegóły   | Szczegóły                                                                                                |
| -------------- | -------------------------------------------------------------------- | --------------- | ----------- | --- |
| Godzina: 16:15 | S. Andronow (EQ) 13:02 N. Gusiew (EQ) 32:35 N. Zajcew (EQ)(EN) 59:04 | (1:0, 1:0, 1:0) |             | Widzów: 9085 Sędzia główny: Brett Iverson Peter Stano Sędziowie liniowi: Hannu Sormunen Nathan Vanoosten |
| Godzina: 16:15 | 10 min. kar                                                          |                 | 16 min. kar | Widzów: 9085 Sędzia główny: Brett Iverson Peter Stano Sędziowie liniowi: Hannu Sormunen Nathan Vanoosten |

| 13 maja 2019 | Norwegia | 1:9 | Szwecja | Zimný štadión Ondreja Nepelu, Bratysława |

| Szczegóły      | Szczegóły               | Szczegóły       | Szczegóły | Szczegóły                                                                                                |
| -------------- | ----------------------- | --------------- | --- | --- |
| Godzina: 20:15 | M. Trettenes (EQ) 51:14 | (0:3, 0:5, 1:1) | 00:39 (EQ) A. Wennberg 06:40 (EQ) P. Hörnqvist 18:22 (EQ) W. Nylander Altelius 22:05 (EQ) A. Kempe 25:54 (EQ) O. Ekman Larsson 26:40 (EQ) M. Kempe 29:38 (EQ) A. Wennberg 38:40 (PP) L. Eriksson 57:29 (EQ) O. Lindblom | Widzów: 8850 Sędzia główny: Roman Gofman Gordon Schukies Sędziowie liniowi: Bill Hancock Joep Leermakers |
| Godzina: 20:15 | 8 min. kar              |                 | 16 min. kar | Widzów: 8850 Sędzia główny: Roman Gofman Gordon Schukies Sędziowie liniowi: Bill Hancock Joep Leermakers |

| 14 maja 2019 | Włochy | 0:3 | Łotwa | Zimný štadión Ondreja Nepelu, Bratysława |

| Szczegóły      | Szczegóły  | Szczegóły       | Szczegóły                                                              | Szczegóły                                                                                                  |
| -------------- | ---------- | --------------- | ---------------------------------------------------------------------- | --- |
| Godzina: 16:15 |            | (0:0, 0:2, 0:1) | 29:11 (EQ) R. Bukarts 38:14 (EQ) R. Marenis 59:04 (EQ) (EN) T. Bļugers | Widzów: 5532 Sędzia główny: Stephen Reneau Gordon Schukies Sędziowie liniowi: Andrew Dalton Hannu Sormunen |
| Godzina: 16:15 | 6 min. kar |                 | 2 min. kar                                                             | Widzów: 5532 Sędzia główny: Stephen Reneau Gordon Schukies Sędziowie liniowi: Andrew Dalton Hannu Sormunen |

| 14 maja 2019 | Szwajcaria | 4:0 | Austria | Zimný štadión Ondreja Nepelu, Bratysława |

| Szczegóły      | Szczegóły                                                                                | Szczegóły       | Szczegóły   | Szczegóły                                                                                                  |
| -------------- | ---------------------------------------------------------------------------------------- | --------------- | ----------- | --- |
| Godzina: 20:15 | K. Fiala (EQ) 19:27 R. Josi (EQ) 53:02 P. Kurashev (PP) 58:34 S. Andrighetto (PP2) 59:47 | (1:0, 0:0, 3:0) |             | Widzów: 4488 Sędzia główny: Mikko Kaukokari Aleksi Rantala Sędziowie liniowi: Rene Jensen Lauri Nikulainen |
| Godzina: 20:15 | 18 min. kar                                                                              |                 | 28 min. kar | Widzów: 4488 Sędzia główny: Mikko Kaukokari Aleksi Rantala Sędziowie liniowi: Rene Jensen Lauri Nikulainen |

| 15 maja 2019 | Szwajcaria | 4:1 | Norwegia | Zimný štadión Ondreja Nepelu, Bratysława |

| Szczegóły      | Szczegóły                                                                               | Szczegóły       | Szczegóły               | Szczegóły                                                                                                |
| -------------- | --------------------------------------------------------------------------------------- | --------------- | ----------------------- | --- |
| Godzina: 16:15 | A. Ambühl (EQ) 05:30 N. Hischier (EQ) 20:34 G. Hofmann (EQ) 49:01 J. Genazzi (EQ) 56:02 | (1:0, 1:0, 2:1) | 58:04 (EQ) T. Lindström | Widzów: 4673 Sędzia główny: Brett Iverson Jeremy Tufts Sędziowie liniowi: Andrew Dalton Lauri Nikulainen |
| Godzina: 16:15 | 10 min. kar                                                                             |                 | 28 min. kar             | Widzów: 4673 Sędzia główny: Brett Iverson Jeremy Tufts Sędziowie liniowi: Andrew Dalton Lauri Nikulainen |

| 15 maja 2019 | Rosja | 10:0 | Włochy | Zimný štadión Ondreja Nepelu, Bratysława |

| Szczegóły      | Szczegóły | Szczegóły       | Szczegóły  | Szczegóły                                                                                                |
| -------------- | --- | --------------- | ---------- | --- |
| Godzina: 20:15 | N. Zajcew (EQ) 00:31 D. Chafizullin (EQ) 08:30 J. Kuzniecow (EQ) 13:15 A. Owieczkin (EQ) 16:14 J. Kuzniecow (EQ) 20:18 I. Kowalczuk (EQ) 26:03 J. Dadonow (PP) 33:41 M. Grigorienko (SH) 36:25 N. Kuczerow (EQ) 44:52 J. Dadonow (EQ) 45:27 | (4:0, 4:0, 2:0) |            | Widzów: 7535 Sędzia główny: Mikko Kaukokari Aleksi Rantala Sędziowie liniowi: Rene Jensen Dustin McCrank |
| Godzina: 20:15 | 4 min. kar |                 | 8 min. kar | Widzów: 7535 Sędzia główny: Mikko Kaukokari Aleksi Rantala Sędziowie liniowi: Rene Jensen Dustin McCrank |

| 16 maja 2019 | Szwecja | 9:1 | Austria | Zimný štadión Ondreja Nepelu, Bratysława |

| Szczegóły      | Szczegóły | Szczegóły       | Szczegóły           | Szczegóły                                                                                            |
| -------------- | --- | --------------- | ------------------- | --- |
| Godzina: 16:15 | G. Landeskog (EQ) 01:09 M. Krüger (EQ) 02:37 W. Nylander Altelius (EQ) 05:41 A. Larsson (EQ) 07:32 A. Kempe (EQ) 14:39 D. Rassmusen (SH) 29:13 E. Lindholm (EQ) 33:22 O. Ekman Larsson (PP) 42:40 E. Pettersson (EQ) 45:31 | (5:0, 2:0, 2:1) | 47:46 (EQ) m. Raffl | Widzów: 8386 Sędzia główny: Brett Iverson Peter Sano Sędziowie liniowi: Andrew Dalton Hannu Sormunen |
| Godzina: 16:15 | 8 min. kar |                 | 10 min. kar         | Widzów: 8386 Sędzia główny: Brett Iverson Peter Sano Sędziowie liniowi: Andrew Dalton Hannu Sormunen |

| 16 maja 2019 | Czechy | 6:3 | Łotwa | Zimný štadión Ondreja Nepelu, Bratysława |

| Szczegóły      | Szczegóły | Szczegóły       | Szczegóły                                                                | Szczegóły                                                                                             |
| -------------- | --- | --------------- | ------------------------------------------------------------------------ | --- |
| Godzina: 20:15 | F. Hronek (PP) 25:41 J. Kovář (EQ) 31:01 J. Voráček (EQ) 37:38 J. Vrána (EQ) 38:40 D. Simon (EQ) 45:44 J. Voráček (EQ) (EN) 58:28 | (0:2, 4:0, 2:1) | 06:04 (PP2) M. Indrašis 13:08 (PP) L. Dārziņš 55:28 (PP) (EA) L. Dārziņš | Widzów: 9084 Sędzia główny: Oliver Gouin Jeremy Tufts Sędziowie liniowi: Dzmitrij Goljak Brian Oliver |
| Godzina: 20:15 | 14 min. kar |                 | 54 min. kar                                                              | Widzów: 9084 Sędzia główny: Oliver Gouin Jeremy Tufts Sędziowie liniowi: Dzmitrij Goljak Brian Oliver |

| 17 maja 2019 | Austria | 3:5 | Norwegia | Zimný štadión Ondreja Nepelu, Bratysława |

| Szczegóły      | Szczegóły                                                                 | Szczegóły       | Szczegóły | Szczegóły                                                                                               |
| -------------- | ------------------------------------------------------------------------- | --------------- | --- | --- |
| Godzina: 16:15 | P. Schneider (PP) 22:08 K. Komarek (EQ) 49:37 D. Heinrich (EQ) (EA) 59:09 | (0:1, 1:1, 2:3) | 02:01 (EQ) C. Bull 36:42 (EQ) J. Johannesen 50:33 (EQ) A. Reichenberg 53:22 (EQ) (EA) C. Bull 59:17 (EQ) (EN) C. Bull | Widzów: 8196 Sędzia główny: Jan Hribik Aleski Rantala Sędziowie liniowi: Dzmitrij Goljak Dustin McCrank |
| Godzina: 16:15 | 4 min. kar                                                                |                 | 8 min. kar | Widzów: 8196 Sędzia główny: Jan Hribik Aleski Rantala Sędziowie liniowi: Dzmitrij Goljak Dustin McCrank |

| 17 maja 2019 | Czechy | 8:0 | Włochy | Zimný štadión Ondreja Nepelu, Bratysława |

| Szczegóły      | Szczegóły | Szczegóły       | Szczegóły  | Szczegóły |
| -------------- | --- | --------------- | ---------- | --- |
| Godzina: 20:15 | M. Gulaš (EQ) 07:04 R. Gudas (EQ) 27:09 M. Frolík (EQ) 32:07 J. Kovář (PP) 33:43 D. Jaškin (EQ) 34:17 D. Simon (EQ) 56:02 D. Jaškin (EQ) 57:42 M. Frolík (EQ) 57:58 | (1:0, 4:0, 3:0) |            | Widzów: 9082 Sędzia główny: Oliver Gouin Jewgienij Romasko Sędziowie liniowi: Gleb Łazariew Lauri Nikulainen |
| Godzina: 20:15 | 2 min. kar |                 | 6 min. kar | Widzów: 9082 Sędzia główny: Oliver Gouin Jewgienij Romasko Sędziowie liniowi: Gleb Łazariew Lauri Nikulainen |

| 18 maja 2019 | Łotwa | 1:3 | Rosja | Zimný štadión Ondreja Nepelu, Bratysława |

| Szczegóły      | Szczegóły               | Szczegóły       | Szczegóły                                                       | Szczegóły                                                                                               |
| -------------- | ----------------------- | --------------- | --------------------------------------------------------------- | --- |
| Godzina: 12:15 | O. Cibuļskis (PP) 10:28 | (1:0, 0:3, 0:0) | 20:27 (EQ) D. Orłow 23:50 (PP) N. Gusiew 32:40 (EQ) N. Kuczerow | Widzów: 9084 Sędzia główny: Jan Hribik Maksim Sidorenko Sędziowie liniowi: Dzmitrij Goljak Brian Oliver |
| Godzina: 12:15 | 12 min. kar             |                 | 18 min. kar                                                     | Widzów: 9084 Sędzia główny: Jan Hribik Maksim Sidorenko Sędziowie liniowi: Dzmitrij Goljak Brian Oliver |

| 18 maja 2019 | Włochy | 1:7 | Norwegia | Zimný štadión Ondreja Nepelu, Bratysława |

| Szczegóły      | Szczegóły            | Szczegóły       | Szczegóły | Szczegóły |
| -------------- | -------------------- | --------------- | --- | --- |
| Godzina: 16:15 | A. Miceli (EQ) 42:03 | (0:1, 0:0, 1:6) | 15:23 (EQ) A. Reichenberg 41:47 (EQ) M. Trettenes 43:55 (EQ) M. Haga 47:45 (EQ) T. Lindström 49:06 (EQ) S. Olden 51:39 (EQ) M. Røymark 59:08 (PP) S. Espeland | Widzów: 8872 Sędzia główny: Jewgienij Romasko Jeremy Tufts Sędziowie liniowi: Dustin McCrank Lauri Nikulainen |
| Godzina: 16:15 | 4 min. kar           |                 | 8 min. kar | Widzów: 8872 Sędzia główny: Jewgienij Romasko Jeremy Tufts Sędziowie liniowi: Dustin McCrank Lauri Nikulainen |

| 18 maja 2019 | Szwecja | 4:3 | Szwajcaria | Zimný štadión Ondreja Nepelu, Bratysława |

| Szczegóły      | Szczegóły                                                                                                   | Szczegóły       | Szczegóły                                                          | Szczegóły                                                                                             |
| -------------- | --- | --------------- | ------------------------------------------------------------------ | --- |
| Godzina: 20:15 | A. Wennberg (PP) 18:44 W. Nylander Altelius (EQ) 25:20 E. Gustafsson (EQ) 28:28 O. Ekman Larsson (EQ) 51:47 | (1:1, 2:1, 1:1) | 04:09 (EQ) A. Andrighetto 27:58 (EQ) J. Genazzi 50:27 (EQ) G. Haas | Widzów: 9085 Sędzia główny: Olivier Gouin Manuel Nikolic Sędziowie liniowi: Rene Jensen Jiří Ondráček |
| Godzina: 20:15 | 12 min. kar                                                                                                 |                 | 6 min. kar                                                         | Widzów: 9085 Sędzia główny: Olivier Gouin Manuel Nikolic Sędziowie liniowi: Rene Jensen Jiří Ondráček |

| 19 maja 2019 | Austria | 0:8 | Czechy | Zimný štadión Ondreja Nepelu, Bratysława |

| Szczegóły      | Szczegóły   | Szczegóły       | Szczegóły | Szczegóły                                                                                                 |
| -------------- | ----------- | --------------- | --- | --- |
| Godzina: 16:15 |             | (0:2, 0:3, 0:3) | 06:30 (EQ) R. Faksa 14:30 (EQ) D. Kubalík 20:41 (EQ) D. Simon 30:14 (PP2) M. Řepík 30:55 (PP2) M. Frolík 42:26 (EQ) M. Řepík 44:06 (EQ) J. Kolář 45:01 (EQ) J. Vrána | Widzów: 9072 Sędzia główny: Aleksi Rantala Maksim Sidorenko Sędziowie liniowi: Rene Jensen Dustin McCrank |
| Godzina: 16:15 | 10 min. kar |                 | 16 min. kar | Widzów: 9072 Sędzia główny: Aleksi Rantala Maksim Sidorenko Sędziowie liniowi: Rene Jensen Dustin McCrank |

| 19 maja 2019 | Szwajcaria | 0:3 | Rosja | Zimný štadión Ondreja Nepelu, Bratysława |

| Szczegóły      | Szczegóły  | Szczegóły       | Szczegóły                                                            | Szczegóły                                                                                               |
| -------------- | ---------- | --------------- | -------------------------------------------------------------------- | --- |
| Godzina: 20:15 |            | (0:1, 0:1, 0:1) | 03:36 (EQ) A. Anisimow 26:20 (PP) N. Kuczerow 55:20 (EQ) N. Kuczerow | Widzów: 9056 Sędzia główny: Tobias Bjork Jeremy Tufts Sędziowie liniowi: Andreas Malmqvist Brian Oliver |
| Godzina: 20:15 | 8 min. kar |                 | 14 min. kar                                                          | Widzów: 9056 Sędzia główny: Tobias Bjork Jeremy Tufts Sędziowie liniowi: Andreas Malmqvist Brian Oliver |

| 20 maja 2019 | Szwecja | 5:4 | Łotwa | Zimný štadión Ondreja Nepelu, Bratysława |

| Szczegóły      | Szczegóły | Szczegóły       | Szczegóły                                                                            | Szczegóły |
| -------------- | --- | --------------- | ------------------------------------------------------------------------------------ | --- |
| Godzina: 16:15 | E. Pettersson (PP) 10:15 A. Kempe (EQ) 33:38 A. Lander (EQ) 49:00 P. Hörnqvist (EQ) 50:09 D. Rasmussen (EQ) (EN) 59:26 | (1:0, 1:1, 3:3) | 29:35 (PP) R. Bukarts 41:11 (PP) R. Bukarts 43:42 (EQ) J. Jaks 56:36 (EQ) R. Bukarts | Widzów: 9085 Sędzia główny: Aleksi Rantala Jewgienij Romasko Sędziowie liniowi: Rene Jensen Lauri Nikulainen |
| Godzina: 16:15 | 4 min. kar |                 | 6 min. kar                                                                           | Widzów: 9085 Sędzia główny: Aleksi Rantala Jewgienij Romasko Sędziowie liniowi: Rene Jensen Lauri Nikulainen |

| 20 maja 2019 | Austria | 3:4 pk. | Włochy | Zimný štadión Ondreja Nepelu, Bratysława |

| Szczegóły      | Szczegóły                                                    | Szczegóły                 | Szczegóły                                                                              | Szczegóły                                                                                          |
| -------------- | ------------------------------------------------------------ | ------------------------- | -------------------------------------------------------------------------------------- | -------------------------------------------------------------------------------------------------- |
| Godzina: 20:15 | M. Ganahl (EQ) 11:25 M. Raffl (EQ) 16:08 M. Raffl (EQ) 41:45 | (2:1, 0:2, 1:0, 0:0, 0:1) | 09:59 (EQ) A. Bardaro 34:35 (EQ) S. Kostner 38:57 (EQ) M. Rosa 65:00 (PS) S. McMonagle | Widzów: 9085 Sędzia główny: Jan Hribik Jeremy Tufts Sędziowie liniowi: Gleb Łazariew Jiří Ondráček |
| Godzina: 20:15 | 4 min. kar                                                   |                           | 6 min. kar                                                                             | Widzów: 9085 Sędzia główny: Jan Hribik Jeremy Tufts Sędziowie liniowi: Gleb Łazariew Jiří Ondráček |

| 21 maja 2019 | Czechy | 5:4 | Szwajcaria | Zimný štadión Ondreja Nepelu, Bratysława |

| Szczegóły      | Szczegóły | Szczegóły       | Szczegóły                                                                                    | Szczegóły                                                                                                  |
| -------------- | --- | --------------- | -------------------------------------------------------------------------------------------- | --- |
| Godzina: 12:15 | J. Voráček (PP) 12:21 D. Simon (EQ) 20:38 M. Frolík (EQ) 26:20 D. Kubalík (EQ) 28:27 J. Rutta (EQ) (EN) 58:33 | (1:1, 3:1, 1:2) | 02:13 (EQ) L. Frick 26:49 (EQ) T. Scherwey 41:47 (EQ) T. Scherwey 56:19 (EQ) N. Niederreiter | Widzów: 9085 Sędzia główny: Tobias Bjork Jewgienij Romasko Sędziowie liniowi: Dzmitrij Goljak Brian Oliver |
| Godzina: 12:15 | 14 min. kar                                                                                                   |                 | 14 min. kar                                                                                  | Widzów: 9085 Sędzia główny: Tobias Bjork Jewgienij Romasko Sędziowie liniowi: Dzmitrij Goljak Brian Oliver |

| 21 maja 2019 | Norwegia | 1:4 | Łotwa | Zimný štadión Ondreja Nepelu, Bratysława |

| Szczegóły      | Szczegóły               | Szczegóły       | Szczegóły                                                                            | Szczegóły |
| -------------- | ----------------------- | --------------- | ------------------------------------------------------------------------------------ | --- |
| Godzina: 16:15 | T. Lindström (PP) 15:18 | (1:0, 0:1, 0:3) | 22:43 (PP) M. Indrašis 46:59 (EQ) J. Jaks 47:55 (EQ) R. Marenis 54:13 (EQ) R. Ķēniņš | Widzów: 8965 Sędzia główny: Manuel Nikolic Aleksi Rantala Sędziowie liniowi: Gleb Łazariew Andreas Malmqvist |
| Godzina: 16:15 | 4 min. kar              |                 | 6 min. kar                                                                           | Widzów: 8965 Sędzia główny: Manuel Nikolic Aleksi Rantala Sędziowie liniowi: Gleb Łazariew Andreas Malmqvist |

| 21 maja 2019 | Szwecja | 4:7 | Rosja | Zimný štadión Ondreja Nepelu, Bratysława |

| Szczegóły      | Szczegóły                                                                                                   | Szczegóły       | Szczegóły | Szczegóły                                                                                            |
| -------------- | --- | --------------- | --- | --- |
| Godzina: 20:15 | G. Landeskog (EQ) 07:32 W. Nylander Altelius (EQ) 52:02 O. Ekman Larsson (EQ) 56:22 J. Klingberg (PP) 58:49 | (1:0, 0:6, 3:1) | 20:57 (EQ) A. Anisimow 24:10 (EQ) (EA) J. Dadonow 28:52 (EQ) A. Owieczkin 34:39 (EQ) K. Kaprizow 37:17 (EQ) M. Grigorienko 37:47 (EQ) J. Małkin 52:57 (EQ) D. Orłow | Widzów: 9085 Sędzia główny: Olivier Gouin Jan Hribik Sędziowie liniowi: Dustin McCrank Jiří Ondráček |
| Godzina: 20:15 | 12 min. kar                                                                                                 |                 | 6 min. kar | Widzów: 9085 Sędzia główny: Olivier Gouin Jan Hribik Sędziowie liniowi: Dustin McCrank Jiří Ondráček |

## Drużyny zakwalifikowane do fazy pucharowej
| Grupa | Pierwsze miejsce | Drugie miejsce | Trzecie miejsce | Czwarte miejsce       |
| ----- | ---------------- | -------------- | --------------- | --------------------- |
| A     | Kanada (2)       | Finlandia (4)  | Niemcy (6)      | Stany Zjednoczone (7) |
| B     | Rosja (1)        | Czechy (3)     | Szwecja (5)     | Szwajcaria (8)        |

Zgodnie z nowymi przepisami drużyny, które awansowały do fazy pucharowej zostały sklasyfikowane w rankingu, według klasyfikacji generalnej turnieju (pozycja rankingowa podana została w nawiasach). Powyższy ranking został użyty do wylosowania par półfinałowych po zakończeniu ćwierćfinałów na zasadzie podobnej do tej obowiązującej również przy ustalaniu par ćwierćfinałowych „najsilniejszy z najsłabszym”, a nie na zasadzie „drabinki” ułożonej po fazie grupowej jak było do tej pory. Przykładowo pierwsza drużyna w rankingu awansując do półfinału zagra ze zwycięzcą ćwierćfinału, który był najniżej notowany po fazie grupowej, czyli w domyśle z ósmą. Jeżeli ósma odpadnie w ćwierćfinałach w tym przypadku pierwsza zagra z siódmą itd. Wyniki ćwierćfinałów dalej będą się liczyć do klasyfikacji generalnej.

## Faza pucharowa
|  |                           |                   |                           |                           |   |           |                           |                           |                           |                           |                   |       |       |
|  | Ćwierćfinały              | Ćwierćfinały      | Ćwierćfinały              |                           |   | Półfinały | Półfinały                 | Półfinały                 |                           |                           | Finał             | Finał | Finał |
|  | Ćwierćfinały              | Ćwierćfinały      | Ćwierćfinały              |                           |   | Półfinały | Półfinały                 | Półfinały                 |                           |                           | Finał             | Finał | Finał |
|  | 23 maja 2019 – Bratysława |                   |                           |                           |   |           |                           |                           |                           |                           |                   |       |       |
|  |                           |                   |                           |                           |   |           |                           |                           |                           |                           |                   |       |       |
|  | Rosja                     | Rosja             | 4                         |                           |   |           |                           |                           |                           |                           |                   |       |       |
|  | Rosja                     | Rosja             | 4                         | 25 maja 2019 – Bratysława |   |           |                           |                           |                           |                           |                   |       |       |
|  | Stany Zjednoczone         | Stany Zjednoczone | 3                         |                           |   |           |                           |                           |                           |                           |                   |       |       |
|  | Stany Zjednoczone         | Stany Zjednoczone | 3                         |                           |   | Rosja     | Rosja                     | 0                         |                           |                           |                   |       |       |
|  | 23 maja 2019 – Koszyce    |                   |                           |                           |   | Rosja     | Rosja                     | 0                         |                           |                           |                   |       |       |
|  |                           |                   | Finlandia                 | Finlandia                 | 1 |           |                           |                           |                           |                           |                   |       |       |
|  | Finlandia                 | Finlandia         | Finlandia                 | Finlandia                 | 1 | 5^        |                           |                           |                           |                           |                   |       |       |
|  | Finlandia                 | Finlandia         |                           |                           |   | 5^        | 26 maja 2019 – Bratysława |                           |                           |                           |                   |       |       |
|  | Szwecja                   | Szwecja           | 4                         |                           |   |           |                           |                           |                           |                           |                   |       |       |
|  | Szwecja                   | Szwecja           | 4                         |                           |   | Finlandia | Finlandia                 | 3                         |                           |                           |                   |       |       |
|  | 23 maja 2019 – Koszyce    |                   |                           |                           |   | Finlandia | Finlandia                 | 3                         |                           |                           |                   |       |       |
|  |                           |                   | Kanada                    | Kanada                    | 1 |           |                           |                           |                           |                           |                   |       |       |
|  | Kanada                    | Kanada            | Kanada                    | Kanada                    | 1 | 3^        |                           |                           |                           |                           |                   |       |       |
|  | Kanada                    | Kanada            | 25 maja 2019 – Bratysława |                           |   | 3^        |                           |                           |                           |                           |                   |       |       |
|  | Szwajcaria                | Szwajcaria        | 2                         |                           |   |           |                           |                           |                           |                           |                   |       |       |
|  | Szwajcaria                | Szwajcaria        | 2                         |                           |   | Kanada    | Kanada                    | 5                         | Mecz o 3. miejsce         | Mecz o 3. miejsce         | Mecz o 3. miejsce |       |       |
|  | 23 maja 2019 – Bratysława |                   |                           |                           |   | Kanada    | Kanada                    | 5                         | Mecz o 3. miejsce         | Mecz o 3. miejsce         | Mecz o 3. miejsce |       |       |
|  |                           |                   | Czechy                    | Czechy                    | 1 |           |                           | 26 maja 2019 – Bratysława | 26 maja 2019 – Bratysława | 26 maja 2019 – Bratysława |                   |       |       |
|  | Czechy                    | Czechy            | Czechy                    | Czechy                    | 1 | 5         |                           | 26 maja 2019 – Bratysława | 26 maja 2019 – Bratysława | 26 maja 2019 – Bratysława |                   |       |       |
|  | Czechy                    | Czechy            |                           |                           |   |           |                           | Rosja                     | Rosja                     | 3^                        |                   |       |       |
|  | Niemcy                    | Niemcy            | 1                         |                           |   |           |                           |                           | Rosja                     | 3^                        |                   |       |       |
|  | Niemcy                    | Niemcy            | 1                         |                           |   |           |                           | Czechy                    | Czechy                    | 2                         |                   |       |       |
|  |                           |                   |                           |                           |   |           |                           |                           | Czechy                    | 2                         |                   |       |       |

^ – zwycięstwo w dogrywce / rzutach karnych

### Ćwierćfinały
| 23 maja 2019 | Kanada | 3:2 pd. | Szwajcaria | Steel Aréna, Koszyce |

| Szczegóły      | Szczegóły                                                           | Szczegóły            | Szczegóły                                        | Szczegóły                                                                                                  |
| -------------- | ------------------------------------------------------------------- | -------------------- | ------------------------------------------------ | --- |
| Godzina: 16:15 | M. Stone (EQ) 25:45 D. Severson (EQ) (EA) 59:59 M. Stone (EQ) 65:07 | (0:1, 1:0, 1:1, 1:0) | 18:06 (PP) S. Andrighetto 39:57 (PP) N. Hischier | Widzów: 6157 Sędzia główny: Martin Fraňo Aleksi Rantala Sędziowie liniowi: Miroslav Lhotský Hannu Sormunen |
| Godzina: 16:15 | 6 min. kar                                                          |                      | 2 min. kar                                       | Widzów: 6157 Sędzia główny: Martin Fraňo Aleksi Rantala Sędziowie liniowi: Miroslav Lhotský Hannu Sormunen |

| 23 maja 2019 | Rosja | 4:3 | Stany Zjednoczone | Zimný štadión Ondreja Nepelu, Bratysława |

| Szczegóły      | Szczegóły                                                                                      | Szczegóły       | Szczegóły                                                              | Szczegóły                                                                                                |
| -------------- | ---------------------------------------------------------------------------------------------- | --------------- | ---------------------------------------------------------------------- | --- |
| Godzina: 16:15 | N. Gusiew (EQ) 01:07 M. Siergaczow (PP) 15:47 K. Kaprizow (EQ) 41:31 M. Grigorienko (EQ) 47:02 | (2:0, 0:1, 2:2) | 22:22 (EQ) B. Skjei 45:53 (EQ) N. Hanifin 57:10 (EQ) (EA) A. Debrincat | Widzów: 9085 Sędzia główny: Tobias Bjork Olivier Gouin Sędziowie liniowi: Andreas Malqvist Jiří Ondráček |
| Godzina: 16:15 | 2 min. kar                                                                                     |                 | 2 min. kar                                                             | Widzów: 9085 Sędzia główny: Tobias Bjork Olivier Gouin Sędziowie liniowi: Andreas Malqvist Jiří Ondráček |

| 23 maja 2019 | Finlandia | 5:4 pd. | Szwecja | Steel Aréna, Koszyce |

| Szczegóły      | Szczegóły | Szczegóły            | Szczegóły                                                                                         | Szczegóły                                                                                              |
| -------------- | --- | -------------------- | ------------------------------------------------------------------------------------------------- | --- |
| Godzina: 20:15 | N. Mikkola (EQ) 01:00 P. Lindbohm (EQ) 25:04 J. Hakanpää (EQ) 29:08 M. Anttila (EQ) (EA) 58:31 S. Manninen (EQ) 61:37 | (1:2, 2:2, 1:0, 1:0) | 02:38 (PP) J. Klingberg 16:57 (EQ) P. Hörnqvist 20:25 (EQ) E. Pettersson 39:35 (EQ) E. Gustafsson | Widzów: 6304 Sędzia główny: Roman Gofman Brett Iverson Sędziowie liniowi: Bill Hancock Dmitrij Szyszło |
| Godzina: 20:15 | 4 min. kar |                      |                                                                                                   | Widzów: 6304 Sędzia główny: Roman Gofman Brett Iverson Sędziowie liniowi: Bill Hancock Dmitrij Szyszło |

| 23 maja 2019 | Czechy | 5:1 | Niemcy | Zimný štadión Ondreja Nepelu, Bratysława |

| Szczegóły      | Szczegóły | Szczegóły       | Szczegóły           | Szczegóły                                                                                                 |
| -------------- | --- | --------------- | ------------------- | --- |
| Godzina: 20:15 | J. Kovář (EQ) 33:41 J. Voráček (EQ) 44:19 D. Kubalík (EQ) 51:41 O. Palát (EQ) 53:08 J. Kovář (EQ) (EN) 59:50 | (0:0, 1:1, 4:0) | 37:46 (EQ) F. Mauer | Widzów: 9085 Sędzia główny: Linus Öhlund Jeremy Tufts Sędziowie liniowi: Dzmitrij Goljak Lauri Nikulainen |
| Godzina: 20:15 | 6 min. kar                                                                                                   |                 | 6 min. kar          | Widzów: 9085 Sędzia główny: Linus Öhlund Jeremy Tufts Sędziowie liniowi: Dzmitrij Goljak Lauri Nikulainen |

### Półfinały
| 25 maja 2019 | Rosja | 0:1 | Finlandia | Zimný štadión Ondreja Nepelu, Bratysława |

| Szczegóły      | Szczegóły  | Szczegóły       | Szczegóły             | Szczegóły                                                                                              |
| -------------- | ---------- | --------------- | --------------------- | --- |
| Godzina: 15:15 |            | (0:0, 0:0, 0:1) | 50:18 (EQ) M. Anttila | Widzów: 9085 Sędzia główny: Tobias Bjork Martin Fraňo Sędziowie liniowi: Brian Oliver Nathan Vanoosten |
| Godzina: 15:15 | 6 min. kar |                 | 4 min. kar            | Widzów: 9085 Sędzia główny: Tobias Bjork Martin Fraňo Sędziowie liniowi: Brian Oliver Nathan Vanoosten |

| 25 maja 2019 | Kanada | 5:1 | Czechy | Zimný štadión Ondreja Nepelu, Bratysława |

| Szczegóły      | Szczegóły                                                                                                 | Szczegóły       | Szczegóły             | Szczegóły                                                                                                |
| -------------- | --- | --------------- | --------------------- | --- |
| Godzina: 19:15 | M. Stone (EQ) 05:18 D. Nurse (EQ) 20:10 P.-L. Dubois (EQ) 25:06 K. Turris (EQ) 46:26 T. Chabot (EQ) 53:00 | (1:0, 2:0, 2:1) | T. Zohorna (EQ) 53:59 | Widzów: 9085 Sędzia główny: Mikko Kaukokari Jeremy Tufts Sędziowie liniowi: Gleb Łazariew Hannu Sormunen |
| Godzina: 19:15 | 12 min. kar                                                                                               |                 | 6 min. kar            | Widzów: 9085 Sędzia główny: Mikko Kaukokari Jeremy Tufts Sędziowie liniowi: Gleb Łazariew Hannu Sormunen |

### Mecz o trzecie miejsce
| 26 maja 2019 | Rosja | 3:2 pk. | Czechy | Zimný štadión Ondreja Nepelu, Bratysława |

| Szczegóły      | Szczegóły                                                                | Szczegóły                 | Szczegóły                                 | Szczegóły                                                                                                   |
| -------------- | ------------------------------------------------------------------------ | ------------------------- | ----------------------------------------- | --- |
| Godzina: 15:45 | M. Grigorienko (EQ) 13:00 A. Anisimow (EQ) 20:39 I. Kowalczuk (PS) 70:00 | (1:2, 1:0, 0:0, 0:0, 1:0) | 13:41 (EQ) M. Řepík 18:34 (EQ) D. Kubalík | Widzów: 9085 Sędzia główny: Olivier Gouin Mikko Kaukokari Sędziowie liniowi: Andreas Malmqvist Brian Oliver |
| Godzina: 15:45 | 2 min. kar                                                               |                           | 4 min. kar                                | Widzów: 9085 Sędzia główny: Olivier Gouin Mikko Kaukokari Sędziowie liniowi: Andreas Malmqvist Brian Oliver |

### Finał
| 26 maja 2019 | Finlandia | 3:1 | Kanada | Zimný štadión Ondreja Nepelu, Bratysława |

| Szczegóły      | Szczegóły                                                         | Szczegóły       | Szczegóły              | Szczegóły                                                                                               |
| -------------- | ----------------------------------------------------------------- | --------------- | ---------------------- | --- |
| Godzina: 20:15 | M. Anttila (PP) 22:35 M. Anttila (EQ) 42:35 H. Pesonen (EQ) 55:54 | (1:0, 0:1, 2:0) | 10:02 (EQ) S. Theodore | Widzów: 9085 Sędzia główny: Tobias Bjork Jeremy Tufts Sędziowie liniowi: Gleb Łazariew Miroslav Lhotský |
| Godzina: 20:15 | 6 min. kar                                                        |                 | 8 min. kar             | Widzów: 9085 Sędzia główny: Tobias Bjork Jeremy Tufts Sędziowie liniowi: Gleb Łazariew Miroslav Lhotský |

## Statystyki
Stan po zakończeniu turnieju.

### Zawodnicy z pola
| Lp. | Zawodnik          | Mecze | Gole |
| --- | ----------------- | ----- | ---- |
| 1.  | Mark Stone        | 10    | 8    |
| 2.  | Alex Debrincat    | 8     | 7    |
| 2.  | Patric Hörnqvist  | 8     | 7    |
| 4.  | Anthony Mantha    | 9     | 7    |
| 5.  | Michael Frolík    | 10    | 7    |
| 5.  | Jewgienij Dadonow | 10    | 7    |

| Lp. | Zawodnik         | Mecze | Asysty |
| --- | ---------------- | ----- | ------ |
| 1.  | William Nylander | 8     | 13     |
| 2.  | Nikita Gusiew    | 10    | 12     |
| 2.  | Jakub Voráček    | 10    | 12     |
| 4.  | Patrick Kane     | 8     | 10     |
| 5.  | Nikita Kuczerow  | 10    | 10     |
| 6.  | Sakari Manninen  | 10    | 9      |

| Lp. | Zawodnik         | Mecze | Gole | As. | Pkt |
| --- | ---------------- | ----- | ---- | --- | --- |
| 1.  | William Nylander | 8     | 5    | 13  | 18  |
| 2.  | Nikita Kuczerow  | 10    | 6    | 10  | 16  |
| 3.  | Nikita Gusiew    | 10    | 4    | 12  | 16  |
| 3.  | Jakub Voráček    | 10    | 4    | 12  | 16  |
| 5.  | Mark Stone       | 10    | 8    | 6   | 14  |
| 6.  | Anthony Mantha   | 9     | 7    | 7   | 14  |
| 7.  | Michael Frolík   | 10    | 7    | 7   | 14  |

| Lp. | Zawodnik         | Mecze | +/− |
| --- | ---------------- | ----- | --- |
| 1.  | William Nylander | 8     | +16 |
| 2.  | Nikita Gusiew    | 10    | +12 |
| 3.  | Jan Kolář        | 10    | +11 |
| 4.  | Patric Hörnqvist | 8     | +11 |
| 5.  | Jan Kovář        | 10    | +11 |

| Lp. | Zawodnik         | Mecze | %     |
| --- | ---------------- | ----- | ----- |
| 1.  | William Nylander | 8     | 72,73 |
| 2.  | Anton Lander     | 8     | 69,79 |
| 2.  | Arttu Ilomäki    | 5     | 68,85 |
| 4.  | Patrick Hager    | 8     | 64,29 |
| 5.  | Dylan Strome     | 10    | 63,33 |

| Lp. | Zawodnik        | Mecze | Minuty |
| --- | --------------- | ----- | ------ |
| 1.  | Patrick Peter   | 6     | 31     |
| 2.  | Ralfs Freibergs | 6     | 27     |
| 3.  | Māris Bičevskis | 5     | 25     |
| 4.  | Patrick Hager   | 8     | 22     |
| 5.  | Filip Hronek    | 10    | 22     |

### Klasyfikacje bramkarzy
Zestawienie uwzględnia bramkarzy, którzy rozegrali minimum 40% łącznego czasu gry swoich zespołów.
| Lp. | Zawodnik             | Mecze | %     |
| --- | -------------------- | ----- | ----- |
| 1.  | Andriej Wasilewski   | 8     | 94,58 |
| 2.  | Kevin Lankinen       | 8     | 94,20 |
| 3.  | Mathias Niederberger | 4     | 94,17 |
| 4.  | Leonardo Genoni      | 4     | 93,80 |
| 5.  | Sebastian Dahm       | 5     | 92,75 |

| Lp. | Zawodnik             | Mecze | #    |
| --- | -------------------- | ----- | ---- |
| 1.  | Kevin Lankinen       | 8     | 1,50 |
| 2.  | Andriej Wasilewski   | 8     | 1,60 |
| 3.  | Mathias Niederberger | 4     | 1,77 |
| 4.  | Sebastian Dahm       | 5     | 1,95 |
| 5.  | Leonardo Genoni      | 4     | 1,99 |

| Lp. | Zawodnik           | Mecze | # |
| --- | ------------------ | ----- | - |
| 1.  | Andriej Wasilewski | 8     | 2 |
| 2.  | Kevin Lankinen     | 8     | 2 |
| 3.  | Reto Berra         | 4     | 2 |

| Lp. | Zawodnik           | Mecze | Obrony |
| --- | ------------------ | ----- | ------ |
| 1.  | Ben Bowns          | 7     | 230    |
| 2.  | Andriej Wasilewski | 8     | 227    |
| 3.  | Kevin Lankinen     | 8     | 195    |

## Wyróżnienia indywidualne
- Najlepsi zawodnicy wybrani przez dyrektoriat turnieju[8][9]:
  - Najlepszy bramkarz:  Andriej Wasilewski
  - Najlepszy obrońca:  Filip Hronek
  - Najlepszy napastnik:  Nikita Kuczerow

- Skład Gwiazd wybrany w głosowaniu dziennikarzy[10]:
  - Bramkarz:  Andriej Wasilewski
  - Obrońcy:  Filip Hronek,  Mikko Lehtonen
  - Napastnicy:  Mark Stone,  William Nylander,  Jakub Voráček
  - Najbardziej Wartościowy Gracz (MVP):  Mark Stone

## Składy medalistów
| Złoto Finlandia | Marko Anttila (C), Jani Hakanpää, Arttu Ilomäki, Henri Jokiharju, Kaapo Kakko, Oliwer Kaski, Joel Kiviranta, Miika Koivisto, Kristian Kuusela, Juho Lammikko, Kevin Lankinen, Mikko Lehtonen, Petteri Lindbohm, Eetu Luostarinen, Sakari Manninen, Niko Mikkola, Niko Ojamäki, Atte Ohtamaa, Juho Olkinuora, Harri Pesonen, Toni Rajala, Jere Sallinen, Veli-Matti Savinainen, Juhani Tyrväinen, Veini Vehviläinen Trener: Jukka Jalonen                                              |
| Srebro Kanada   | Tyler Bertuzzi, Mackenzie Blackwood, Thomas Chabot, Anthony Cirelli, Sean Couturier, Pierre-Luc Dubois, Dante Fabbro, Carter Hart, Adam Henrique, Mathieu Joseph, Tyson Jost, Anthony Mantha, Jonathan Marchessault, Jared McCann, Brandon Montour, Matt Murray, Sam Reinhart, Damon Severson, Troy Stecher, Mark Stone, Dylan Strome, Shea Theodore, Kyle Turris Trener: Alain Vigneault                                                                                             |
| Brąz Rosja      | Siergiej Andronow, Artiom Anisimow, Aleksandr Barabanow, Dinar Chafizullin, Jewgienij Dadonow, Władisław Gawrikow, Aleksandr Gieorgijew, Michaił Grigorienko, Nikita Gusiew, Kiriłł Kaprizow, Ilja Kowalczuk, Nikita Kuczerow, Jewgienij Kuzniecow, Jewgienij Małkin, Nikita Niestierow, Dmitrij Orłow, Aleksandr Owieczkin, Siergiej Płotnikow, Michaił Siergaczow, Ilja Sorokin, Iwan Tielegin, Andriej Wasilewski, Nikita Zadorow, Nikita Zajcew, Artiom Zub Trener: Ilja Worobjow |

## Klasyfikacja końcowa
| Msc. | Reprezentacja     |
| ---- | ----------------- |
|      | Finlandia         |
|      | Kanada            |
|      | Rosja             |
| 4    | Czechy            |
| 5    | Szwecja           |
| 6    | Niemcy            |
| 7    | Stany Zjednoczone |
| 8    | Szwajcaria        |
| 9    | Słowacja          |
| 10   | Łotwa             |
| 11   | Dania             |
| 12   | Norwegia          |
| 13   | Wielka Brytania   |
| 14   | Włochy            |
| 15   | Francja           |
| 16   | Austria           |

| Spadek do I Dywizji Grupy A w 2020: | Francja Austria     |
| Awans do turnieju MŚ Elity w 2020:  | Kazachstan Białoruś |